# لانتانا محروثة
لانتانا محروثة (الاسم العلمي: Lantana exarata) هي نوع نباتي يتبع جنس اللانتانا من فصيلة اللويزية.